# (69311) Russ
(69311) Russ est un astéroïde de la ceinture principale aréocroiseur.

## Description
(69311) Russ est un astéroïde aréocroiseur. Il présente une orbite caractérisée par un demi-grand axe de 2,37 UA, une excentricité de 0,33 et une inclinaison de 22,6° par rapport à l'écliptique.

## Compléments